# Theodor Lipps
Theodor Lipps (28 de juliol de 1851, Wallhalben, Renània-Palatinat - 17 d'octubre de 1914, Múnic) va ser un filòsof Alemany. Lipps va ser un dels professors universitaris Alemanys més influents del seu temps, atraient força estudiants d'altres països. Lipps estava molt centrat amb concepcions de l'art i l'estètica, centrant la major part de la seva filosofia al voltant d'aquestes qüestions. Entre els seus fervents admiradors hi havia Sigmund Freud, essent Lipps llavors el principal partidari de la idea del subconscient. Pensava que cada estat t'el seu nivell de consciència i que el riure estava associat amb aspectes negatius ocults. Va adoptar les nocions de Robert Vischer d'empatia o simpatia estètica (Einfühlung). Més endavant, Lipps va adoptar algunes idees de Husserl. Descontents amb el seu psicologisme, alguns dels seus estudiants es van ajuntar amb alguns estudiants de Husserl per formar una nova branca de la filosofia anomenada Fenomenologia d'essències.